# Cratere Hopmann
Hopmann è un cratere lunare di 87,84 km situato nella parte sud-occidentale della faccia nascosta della Luna.